# ФК Јокохама флугелс
Јокохама флугелс (јап. 横浜フリューゲルス) био је јапански фудбалски клуб из Јокохаме.

## Име
- ФК Јокохама Нака (јап. 横浜市中区スポーツ少年団, 1964—1974)
- ФК Јокохама (јап. 横浜サッカークラブ, 1975—1978)
- ФК Јокохама трајстар (јап. 横浜トライスターサッカークラブ, 1979—1983)
- ФК АНА Јокохама (јап. 全日空横浜サッカークラブ, 1984—1987)
- ФК АНА (јап. 全日空サッカークラブ, 1988—1992)
- ФК Јокохама флугелс (јап. 横浜フリューゲルス, 1993—1998)

## Успеси

### Национални
Првенство
- Фудбалска друга лига Јапана: 1987/88.

Куп
- Царев куп: 1993, 1998.

### Континентални
- АФК Куп победника купова: 1994/95.
- АФК Суперкуп: 1995.